# Dialnet
Dialnet és una base de dades que neix com un projecte de cooperació bibliotecària impulsat per la Universitat de La Rioja que conté el buidatge dels índexs de sumaris i articles de la major part de les revistes científiques i humanístiques publicats a Espanya i Llatinoamèrica, en qualsevol llengua, publicats en espanyol a qualsevol país o que tractin sobre temes hispànics. Els continguts inclouen articles de revistes, capítols de monografies col·lectives, tesis doctorals, llibres, etc. La seva àmplia cobertura converteix Dialnet a la major base de dades d'articles científics hispans accessible de manera gratuïta a Internet.
Es tracta d'un dels serveis de recerca més utilitzats al món cultural hispà. Permet l'accés a més de 9000 revistes espanyoles i llatinoamericanes de totes les àrees temàtiques, incloent, també, nombrosos títols amb text complet. Facilita, a més, l'accés a nombrosos continguts a text complet (uns 150.000 registres) semblant a Google Scholar. Igualment, oferix un servei d'alertes, per a rebre via correu electrònic els sumaris de les revistes o temes d'interès. El 2008 aquest servei comptava ja amb més de 200.000 usuaris.
En el rànquing de repositoris del Laboratori de Cibermetria del CSIC, Dialnet ocupa el primer lloc entre els portals europeus i el quart a nivell mundial.

## Història[calcitació]
Dialnet té el seu origen a la Biblioteca i el Servei Informàtic de la Universitat de la Rioja. L'objectiu inicial va ser emetre alertes informatives a partir de continguts de revistes científiques. Des de 1999 es va apostar per aconseguir crear un sistema que permetés establir un servei d'alertes per correu electrònic per als usuaris. Alhora, es pretenia confeccionar de forma ràpida, un catàleg intern amb els registres analítics que formaven part de les alertes.
El nou servei de difusió d'alertes, anomenat DIAL, va començar a preparar-se en juliol de l'any 2000, tot i que no va començar a ser operatiu fins al gener de l'any següent. No obstant això, la seva repercussió continuava sent molt limitada, aconseguint únicament als usuaris de la Universitat de la Rioja.
El 2002 comença la marxa de Dialnet, concebuda des del primer moment com una plataforma oberta a la cooperació bibliotecària, amb la possibilitat de disposar d'usuaris externs. A poc a poc els esforços van ser unint-se per aconseguir una millora continuada en l'emissió d'alertes, disponibilitat de fons documentals i diversitat de formats disponibles.
Les primeres biblioteques que s'incorporen al projecte, el 2003, van ser les de les universitats de Cantàbria i Pública de Navarra. Poc després s'unirien les de Castella-la Manxa, Saragossa, Extremadura, Oviedo i País Basc. Des de llavors han vingut unint-se altres Biblioteques Universitàries, tant del territori nacional, com l'internacional, així com biblioteques públiques i Biblioteques especialitzades.
Aquesta cooperació bibliotecària està oberta a la participació de qualsevol biblioteca que vulgui comprometre amb el projecte. Es tracta per tant d'una cooperació que no gira al voltant d'un territori ni a una temàtica específica, sent el principal objectiu el unir esforços per oferir una sèrie de recursos i serveis de qualitat per a usuaris, biblioteques, autors i editors de revistes.
Al febrer del 2009 la gestió de Dialnet passa a mans de la Fundació Dialnet, constituïda per l'Equip de Govern de la Universitat de la Rioja com una entitat sense ànim de lucre, per tal de consolidar i potenciar el desenvolupament del projecte.
Des de la creació de la Fundació s'han anat introduint múltiples millores en el sistema: nous motors de cerca, cercador específic de congressos, pàgina d'autor, etc